# Эпштейн, Клэр
Клэр Эпштейн (18 сентября 1911, Лондон — 18 августа 2000) — израильский археолог. Она известна своими открытиями и работой с культурой медного века на Голанских высотах и была известным деятелем Управления древностей Израиля. 

## Биография
Эпштейн родилась в Лондоне в семье, принадлежащей к высшему сословию. Её мать принимала активное участие в спасении евреев от нацистов. Эпштейн была связана с сионистскими кругами ещё в молодом возрасте и рано выучила иврит. Эпштейн училась в школе короля Альфреда, а затем изучала итальянский язык в Университетском колледже Лондона. В 1932 году она получила степень бакалавра. Эпштейн иммигрировала в Палестину под британским мандатом в 1937 году и жила в Тель-Авиве. Она переводила с иврита для Комиссии Пиля в 1937 году. В 1942 году она присоединилась к женскому отряду британской армии, а позже стала первой женщиной-сержантом ишува.
После двух лет службы в армии она присоединилась к новому кибуцу Эйн-Гев, расположенному недалеко от Галилейского моря. Эпштейн впервые начала заниматься археологией, когда помогала команде археологов раскапывать Тель-Хацор в 1952 году. В этом же, 1952 году она усыновила мальчика, родители которого погибли во время погрома в Ираке. В 1955 году она переехала в другой кибуц Гиносар, на другом берегу Галилейского моря. Позже Эпштейн вернулась в Университетский колледж в Лондоне, чтобы работать над докторской степенью по археологии, сосредоточившись на бихромной керамике из Палестины и работая с Кэтлин Кеньон. В 1962 году получила докторскую степень.
После Шестидневной войны, в 1967 году, Эпштейн, работая с Шемарьягу Гутманом, руководила экстренными археологическими исследованиями в районе Голанских высот. В ходе своего исследования она обнаружила на Голанах большие поля дольменов, а также позднюю доисторическую культуру медного века. Эпштейн стала штатным археологом, работая в Департаменте древностей, который позже стал Управлением древностей Израиля. Чтобы добраться до своих археологических памятников, она часто путешествовала автостопом, поскольку у неё не было водительских прав, а многие из её помощников были местными жителями друзских деревень. 
В 1985 году Эпштейн получила Премию Персии Шиммель от Израильского музея за свою работу в области археологии. В 1995 году она получила Премию Израиля за свою работу. Эпштейн продолжала работать над памятниками Медного века в районе Голанских высот, которые она «почти в одиночку обнаружила, раскопала и обнародовала». В 1998 году опубликовала монографию «Энеолитическая культура Голан» в отчёте Управления древностей Израиля. В её монографии описываются уникальные особенности Голанских высот, в том числе «цепочки домов», представляющие собой широкие дома, соединённые в длинные ряды. За свою монографию она была удостоена премии Ирен Леви-Сала. Её внимание к Голанам помогло сохранить многие археологические памятники этого района. Анализ Клэр Эпштейн стратиграфии священных мест Мегиддо также был важной частью её работы. Она также помогла идентифицировать останки 2000-летней лодки, найденной на дне Галилейского моря.
В 2000 году Клэр находилась в больнице Хадасса в Иерусалиме из-за осложнений, возникших после падения. Вскоре она умерла в своём доме в кибуце Гиносар.

## Публикации
- Epstein, Claire. Palestinian Bichrome Ware (Ancient Near East). — Brill Academic Pub, 1997. — ISBN 9789004004719.
- Epstein, Claire. The Chalcolithic Culture of the Golan. — Israel Antiquities Authority, 1998. — ISBN 9789654060325.